# دلقک‌ماهی دریای سرخ
دلقک‌ماهی دریای سرخ (نام علمی: Amphiprion bicinctus) یا دلقک‌ماهی دوخطه نام یک گونه از سرده دواره‌ای‌ها است.